# 136 هـ
136 هـ هي سنة في التقويم الهجري امتدت مقابلةً في التقويم الميلادي بين سنتي 753 و754.

## وفيات
- ربيعة بن أبي عبد الرحمن
- ربيعة بن فروخ
- 13 ذو الحجة - أبو العباس السفاح أول خلفاء بني العباس.
- ربيعة الرأي
- عطاء بن السائب
- زيد بن أسلم